# Лилиан Касаит Ренгерук
Лилиан Касаит Ренгерук (енгл. Lilian Kasait Rengeruk; 3. мај 1997.) је кенијска атлетичарка, специјализована за трке на дуге стазе и крос трке. Освојила је бронзану медаљу у женској сениорској трци на Светском првенству у кросу 2017. и сребрну 2024. Ренгерук је бивша светска првакиња на 3000 метара за млађе јуниорке и освајачица сребрне медаље на Светском првенству за јуниоре.
У септембру 2022. Ренгерук је добила забрану такмичења у  трајању од 10 месеци због употребе лека летрозол који се користи за хормонску терапију.

## Лични рекорди
- 3.000 метара – 8:25.90 (2023)
- 5.000 метара – 14:23.05 (2023)
- 10.000 метара – 29:26.89 (2024)

## Међународна такмичења
| Година | Такмичење                          | Место                | Позиција | Дисциплина      | Резултат | Белешка |
| ------ | ---------------------------------- | -------------------- | -------- | --------------- | -------- | ------- |
| 2013   | Светско првенство за млађе јуниоре | Доњецк, Украјина     | 1.       | 3.000 м         | 8:58.74  |         |
| 2014   | Светско првенство зајуниоре        | Јуџин, САД           | 2.       | [3.000 м        | 9:00.53  |         |
| 2017   | Светско првенство у кросу          | Кампала, Уганда      | 3.       | Трка сениорки   | 32:11    |         |
| 2017   | Светско првенство у кросу          | Кампала, Уганда      | 1.       | Сениорке екипно | 10 поена |         |
| 2018   | Афричко првенство                  | Асаба, Нигерија      | 5.       | 5.000 м         | 16:04.51 |         |
| 2019   | Светско првенство у кросу          | Орхус, Данска        | 12.      | Трка сениорки   | 37:35    |         |
| 2019   | Светско првенство у кросу          | Орхус, Данска        | 2.       | Сенорке екипно  | 25 поена |         |
| 2019   | Афричке игре                       | Рабат,Мароко         | 1.       | 5.000 м         | 15:33.63 |         |
| 2019   | Светско првенство                  | Доха, Катар          | 5.       | 5.000 м         | 14:36.05 |         |
| 2021   | Олимпијске игре                    | Токио, Јапан         | 12.      | 5.000 м         | 14:55.85 |         |
| 2023   | Светско првенство                  | Будимпешта, Мађарска | 10.      | 5.000 м         | 14:59.32 |         |
| 2024   | Светско првенство у кросу 2024.    | Београд, Србија      | 2.       | Трка сениорки   | 31:08    |         |
| 2024   | Светско првенство у кросу 2024.    | Београд, Србија      | 1.       | Сенорке екипно  | 10поена  |         |
| 2024   | Олимпијске игре                    | Париз, Француска     | 5.       | 10.000 м        | 30:45,04 |         |